# Renato Piccolo
Renato Piccolo (Portogruaro, 31 dicembre 1962) è un ex ciclista su strada italiano.
Professionista dal 1985 al 1989, conta la vittoria di un Giro di Toscana.

## Carriera
Da dilettante vinse il Giro del Belvedere e la Astico-Brenta nel 1984 e partecipò alle olimpiadi di Los Angeles 1984. Da professionista ottenne una sola vittoria, il Giro di Toscana nel 1987. Fu terzo al Giro dell'Umbria nel 1987 e nella classifica scalatori al Giro d'Italia 1988. Partecipò a tre edizioni del Giro d'Italia, una del Tour de France, una della Vuelta a España ed ai mondiali del 1987.

## Palmarès
- 1984

Giro del Belvedere
Astico-Brenta
- 1987

Giro di Toscana

## Piazzamenti

### Grandi Giri
- Giro d'Italia

1986: 40º
1987: 47º
1988: 63º
- Tour de France

1986: ritirato (12ª tappa)
- Vuelta a España

1987: ritirato (7ª tappa)

### Classiche monumento
- Milano-Sanremo

1987: 94º
- Giro delle Fiandre

1988: 41º

### Competizioni mondiali
- Mondiali

Villach 1987 - In linea: ritirato
- Giochi olimpici

Los Angeles 1984 - In linea: ritirato